# Шулман, Ружа
Ружа Шулман (сербохорв. Ружа Шулман / Ruža Šulman; 6 января 1917, Велики-Бечкерек — 26 июля 1941, Бечкерек) — югославская революционерка, участница Народно-освободительной войны Югославии.

## Биография
Родилась 6 января 1917 года в Зренянине в семье Эммануэля и Терезы Шульман, в семье также были дочери Тереза и Флора. По матери еврейка. После начальной школы окончила академию торговли в Петровграде, вступила в революционное движение. С 1936 года член Союза коммунистической молодёжи Югославии. Дружила с революционной молодёжью, благодаря этому познакомилась со своим будущим мужем Владимиром Коларовым, поэтом и одним из лидеров молодёжного движения в Петровграде. Вместе с ним вела работу по организации коммунистического движения в северном Банате, за что в 1937 году была арестована. В 1938 году принята в Коммунистическую партию Югославии.
Ружа состояла в Красной помощи, которая занималась оказанием материальной помощи семьям политических заключённых. Будучи членом Петровградского местного комитета КПЮ, в мае 1940 года она была арестована после провала партийной организации наряду с другими коммунистами (среди них были Жарко Зренянин, Тоза Маркович и Владимир Коларов). Однако полиция не смогла доказать доказать причастность Ружи и Владимира к деятельности КПЮ и отпустила девушку. Она продолжила деятельностью уже как секретарь Петровградского местного комитета СКМЮ.
В апреле 1941 года Ружа решила бежать в Элемир, чтобы спастись от еврейских погромов. В мае 1941 года она вернулась в Бечкерек, где помогала Коларову в организации партизанского движения. Совместно с Коларовым, венгерскими и еврейскими коммунистами (в том числе с Кларой Фейеш) она оснащала техникой коммунистов в Северном Банате. Они печатали пропагандистские листовки на сербском, венгерском и немецком языках. Перед началом войны Ружа вошла в Северобанатский окружной комитет КПЮ.
23 июля 1941 года венгерские оккупационные власти раскрыли базу Северобанатского комитета, которая находилась в доме виноградаря Андрии Ничетина и его сына Зорана «Мире» Ничетина в окрестностях Бечкерека. В этом доме, помимо Ружи и Владимира, находился её двоюродный брат Франк «Шандор» Самуэль. После ареста Ружу бросили в тюрьму Банатской префектуры в Бечкереке, где долго пытали. 25 июля в Бечкереке и окрестностях были сожжены несколько домов партизанами, а на следующий день, 26 июля Ружа была расстреляна. Были казнены также Владимир Коларов, Франк Самуэль, Стоян Арсенов и Тиберие Алдан (последних двоих поймали в Кикинде).
Имя Ружи Шулман носит улица в Зренянине, а также село, где установлен бюст Ружи Шулман (скульптор Любица Тапавички).